# Pym (dessinateur)
Pour les articles homonymes, voir Pym.
 (octobre 2018).
Si vous disposez d'ouvrages ou d'articles de référence ou si vous connaissez des sites web de qualité traitant du thème abordé ici, merci de compléter l'article en donnant les références utiles à sa vérifiabilité et en les liant à la section « Notes et références ».
Pym (nom de plume de Jean-Jacques Vimard, né le 11 juillet 1942 et mort le 29 janvier 1996) est un auteur français de bande dessinée qui a collaboré avec Jean-Pierre Lacroux à la réalisation des Affreux, une petite bande dessinée dans les pages de L'Humanité, de 1977 à 1981.